# Rancan
Rancan is een bestuurslaag in het regentschap Merangin van de provincie Jambi, Indonesië. Rancan telt 499 inwoners (volkstelling 2010).